# Famille de Bailleul (Flandre)
Pour les articles homonymes, voir Bailleul et Familles de Bailleul.
La famille de Bailleul, originaire de l'ancien comté de Flandre, est une famille de noblesse féodale éteinte au XVIIe siècle. Elle est mentionnée comme châtelain de Bailleul dès 1092. Selon un ancien manuscrit de la bibliothèque de Douai elle serait issue d'Arnoul de Gramines, vivant en 980. Francis Bayley dans The Bailleuls of Flanders and the Bayleys of Willow Hall donne une généalogie à partir de Baudouin II de Bailleul qui serait l'arrière-petit-fils d'Arnoul de Gramines.
Elle se divisa en trois branches : les seigneurs de Bailleul, les seigneurs de Doulieu et les seigneurs d'Eecke.
Jean Balliol roi des Écossais de 1292 à 1296 indiqué par des auteurs comme issu de la maison de Bailleul en Vimeu en Picardie, par d'autres originaire de Bailleul-sur-Eaulne en Normandie est aussi parfois rattaché à la famille de Bailleul originaire de Bailleul en Flandre.

## Histoire
Francis Bayley dans The Bailleuls of Flanders and the Bayleys of Willow Hall indique qu'un manuscrit de la Bibliothèque de Douai fait descendre la famille de Bailleul d'Arnoul de Gramines, vivant en 980. Toutefois l'auteur ne reprend pas à son compte cette filiation et donne pour premier auteur connu Baudouin II de Bailleul, châtelain de Bailleul, qui serait l'arrière-petit-fils d'Arnoul de Gramines.
La fonction de châtelain de Bailleul a appartenu à des porteurs du nom de Bailleul dès 1092,.
La famille de Bailleul s'est alliée au fil des siècles avec certaines des familles de l'Artois et du comté de Flandre comme : van Lichtervelde, de Créquy, de Berghes-Saint-Winock, de Saint-Omer, de Bourbourg, de Ghistelles, Belle, de Halewin, de Flandre, de Montmorency, de Clèves, etc.

## Généalogie sommaire

### Branche aînée
- Arnoul de Gramines est donné par Francis Bayley dans The Bailleuls of Flanders and the Bayleys of Willow Hall (1901) indique qu'un manuscrit de la Bibliothèque de Douai donne Arnoul de Gramines, vivant vers 980 et marié à Plectrude de Fauquenberg, comme le premier auteur de la Maison de Bailleul en Flandre[7]. Toutefois, l'auteur indique que cette généalogie manuscrite est « erronée à bien des égards », il ne reprend pas à son compte les premiers degrés de cette filiation et fait commencer la généalogie de la famille de Bailleul à partir de Baudouin II de Bailleul qui serait, d'après le manuscrit, l'arrière-petit-fils d'Arnoul de Gramines[7].

Une rue la ville de  Bailleul dans le département du Nord porte son nom.
- Simon de Bailleul, (né vers 995, † vers 1065). Chevalier, Seigneur de Bailleul. Il épousa la fille de Geoffroy, seigneur de Mervalle, qui apporta à son mari les terres de Wiersem et de Flammertinghem. Avec elle, il a eu deux fils, Baudouin châtelain de Bailleul et Albert.
- Baudouin Ier de Bailleul est un châtelain de  Bailleul au XIe siècle. Francis Bayley indique que Baudouin de Bailleul serait le fils d'Arnoul de Gramines, vivant en 980[7].
D'après un article paru dans le Bulletin du Comité flamand de France  de 1901, Baudouin Ier épousa Plectude, fille du seigneur d'Acquinghem, de laquelle il eut Baudouin II qui lui succéda et le 14 septembre 1116, il signa une charte par laquelle Baudouin VII à la Hache, comte de Flandre, supprima en faveur des bourgeois d'Ypres, le duel judiciaire[9].
- Baudouin II de Bailleul fut châtelain de Bailleul et d'Ypres au  XIIe siècle. Il épouse Jeanne, fille de Guillaume, châtelain de Saint-Omer dont il eut deux fils : Gérard et Hoston[10],[11]. Il aurait participé avec son beau-père à la première croisade[10].
- Gérard de Bailleul est un seigneur de Bailleul, vivant au XIIe siècle. Membre de la maison de Bailleul en Flandre, il est le fils de Baudouin II de Bailleul et d'Euphémie de Saint-Omer. Seigneur de Bailleul, il épousa Helduine, fille du châtelain de Berghes-Saint-Winoc ou du châtelain de Gand dont il eut cinq fils[12],[13]
- Baudouin III de Bailleul est un châtelain de Bailleul et d'Ypres au XIIe siècle. Il est cité dans des documents[14].
En 1142, sous le nom de Belduinus de Baillol, Baudouin III, il signa un décret de Thierry d'Alsace, par lequel, à la prière de Milon, évêque de Thérouanne, Thierry ordonnait qu'un château-fort, construit par Arnolph, avoué de Thérouanne. fut détruit[14].
En 1159, il signa les lettres de Thierry d'Alsace, par lesquelles la foire annuelle de Messines était prolongée de quatre jours. Il signa aussi avec Wautier d'Ypres et d'autres officiers du comte, les lettres de Thierry d'Alsace, données en 1180 dans la maison des Templiers, près d'Ypres, et relatives à une restitution de titres. Baudouin III y était nommé « par la grâce de Dieu », châtelain d'Ypres[14].
En 1172, Baudouin III et Baudouin IV de Bailleul, son fils, firent don de certaines terres à l'abbaye de Clairmarais, avec le consentement de Baudouin, châtelain de Bourbourg, de Raoul, doyen de Noyon, et d'Henri de Bailleul, leur parent[14].
Il prit la croix en 1177 avec Thierry d'Alsace[14].
En 1182, Baudouin de Bailleul, avoué de l'église de Messines, sous les ordres de Philippe d'Alsace, comte de Flandre, signa une lettre de ce dernier, dans laquelle il confirmait le don qu'il avait fait de ses terres de Neuve-Église et de Messines à l’église de Notre-Dame de Messines. Baudouin, y avait été désigné sous le nom de Baudouin, châtelain d'Ypres[14].
Sur le point de partir pour la Terre sainte, Baudouin III fit don aux lépreux d'Ypres de dix razières de froment puis dix autres à prendre sur le revenu du moulin qu'il possédait à Bailleul. II permit également à la ville de Bailleul d'avoir un beffroi et une cloche[14].
Il permit à la ville de Bailleul d'avoir un beffroi et une cloche[14].
Il avait épouse Agnès, fille d'Anselme, châtelain d'Ypres dont naquirent Baudouin IV, Henri, Mabilie et Marie[14].
- Baudouin IV de Bailleul est un membre de la maison de Bailleul en Flandre, qui participa à la  troisième croisade en 1192. Baudouin de Bailleul est mentionné en 1187. Il épousa Mabilie de Bourbourg dont il n'eut pas de postérité. Il participa à la troisième croisade en 1192. En 1200 Il est mentionné comme témoin dans une charte de donation[15],[16].

### Branche des seigneurs de Doulieu
- Henri de Bailleul (né vers 1155, † après 1219) Baron de Doulieu, Chevalier. Henri conduit les gens d'armes de Bailleul lors de la bataille de Bouvines en 1214. Il est mentionné comme chevalier banneret. Il eut pour fils aîné Jean I de Bailleul.
- Jean I de Bailleul (né vers 1185, † après 1240) Baron de Doulieu, Chevalier. Jean eut Baudouin V comme fils aîné.
- Baudouin V (né vers 1215 † avant 1265) Baron de Doulieu, Chevalier, Maréchal de Flandre et bailli de Flandre. Baudouin eut comme fils aîné Sohier I de Bailleul.
- Sohier I de Bailleul (né vers 1250, † après 1336) Baron de Doulieu, Chevalier, Maréchal de Flandre et bailli de Gand. Il participe a la bataille de Courtrai en 1302 avec son fils aîné Jean II de Bailleul. Il eut trois fils : Jean II fils aîné, Pierre I meurt sans postérité et Sohier II qui n'aura qu'une fille Marguerite.
- Jean II de Bailleul (né vers 1275, † après 1336) Baron de Doulieu, Chevalier et Maréchal de Flandre. Il eut comme fils aîné Jean III de Bailleul.
- Jean III de Bailleul (né vers 1300, † le 11 novembre 1341) Baron de Doulieu, Chevalier, Maréchal de Flandre et seigneur de Blancques. Il participe à la bataille de Cassel en 1328. Il eut comme fils aîné Pierre II de Bailleul.
- Pierre II de Bailleul (né vers 1335, † le 29 mai 1385) Baron de Doulieu, Chevalier, Maréchal de Flandre. Il eut quatre fils, Jean IV de Bailleul l'aîné, Jacques qui eut un fils du même nom qui récupéra le nom de Heilly, Sohier III qui meurt sans postérité et Pierre III de Bailleul fils cadet qui deviendra chef de la branche des de Bailleul seigneur de Eecke.
- Jean IV de Bailleul (né vers 1375, † le 25 octobre 1415) Baron de Doulieu, Chevalier, Maréchal de Flandre, chambellan de Jean sans peur et seigneur d'Oudenem, capitaine de la ville et du château de Nieuport. Il fait partie des chevaliers français morts à Azincourt. Il eut comme fils aîné Pierre IV qui meurt sans postérité et Louis I de Bailleul.
- Louis I de Bailleul (né vers 1400, † le 5 février 1453) Baron de Doulieu, Chevalier, Maréchal de Flandre, seigneur d'Oudenem et Dampierre. Il eut deux fils avec son épouse Isabelle de Flandre descendante des Comtes de Flandre de la maison de Dampierre : Louis qui meurt en 1469 sans postérité et Josse de Bailleul.
- Josse de Bailleul (né vers 1425, † 1476) Baron de Doulieu, Chevalier, Maréchal de Flandre, conseiller, chambellan de l'archiduc Maximilien, grand bailli de la ville de Gand, Chevalier de l'ordre de Saint-Antoine et seigneur de Steenwercke et de Borre. Il eut six enfants : deux garçons Henri II qui lui succède et Jacques mort sans postérité et quatre filles (Barbe, Marguerite, Marie et Jeanne-Jossine). Ses filles Jeanne-Jossine et Marguerite furent placées comme chanoinesses de Sainte-Waudru de Mons dans les années 1480[17].
- Henri II de Bailleul (née vers 1455 † vers 1503) Baron de Doulieu, Chevalier, Maréchal de Flandre et seigneur de Steenwerck et Robertmez. Il eut quatre fils et une fille : Charles, Archemhaut aucune postérité, Josse II Chevalier de Rhodes[18] et André qui meurt non marié.
- Charles de Bailleul (né vers 1485, † 1519) Baron de Doulieu, Chevalier, Maréchal de Flandre et seigneur Steenwerck. Il était chef de la guilde des archers de Saint-Sébastien. Il eut deux filles Jeanne et Anne qui se marie avec Jean d'Estoumel qui récupérera la seigneurie de Doulieu et la charge de Maréchal de Flandre[19].

### Branche des seigneurs de Eecke
- Pierre III de Bailleul (né vers 1370, † après 1417) Chevalier, échevin du Bruges et le Franc et seigneur de Eecke. Il eut comme fils Arnoul II de Bailleul.
- Arnoul II de Bailleul (né vers 1400, † vers 1450) Chevalier et seigneur de Eecke. Il eut deux enfants : Barbe et Pierre V de Bailleul.
- Pierre V de Bailleul (né vers 1430, † vers 1485) Chevalier et seigneur de Eecke. Il eut deux enfants : Catherine et Robert I de Bailleul.
- Robert I de Bailleul (né vers 1450, † 1500) Chevalier et seigneur de Eecke et Schonnewalle. Il eut quatre fils : Robert II qui n'aura qu'une fille Marguerite, Pierre VI, Corneille qui aura un fils Jacques, mort sans postérité et deux filles Robert eut aussi Jean V qui n'aura aucune postérité.
- Pierre VI de Bailleul (né vers 1490, † après 1559) Chevalier, seigneur de Eecke, Steenvoorde et Schonnewalle. Il eut trois fils : Hector, Pierre VII sans postérité et Robert III qui n'aura que des filles.
- Hector de Bailleul (né vers 1530, †  après 1570) Marquis (titre venant des Pays-Bas), Chevalier, échevin et bourgmestre du Franc de Bruges et seigneur de Eecke et Steenvoorde. Il eut quatre fils : Jacques, Antoine, Jean VI il était Colonel et mort durant le Siège d'Hulst 1645 sans postérité et Josse II religieux.
- Antoine de Bailleul (né vers 1560, † vers 1640)  écuyer et seigneur de Eecke. Son frère Jacques vend la seigneurie de Steenvoorde pour 22,836 livres parisis à Eustache de Viefville en 1592 et donne la seigneurie de Eecke à son frère Antoine en 1596 puis il disparut. Antoine n'eut qu'une fille Catherine de Bailleul. À sa mort, la troisième branche des de Bailleul s'éteint avec lui.

Une théorie défendue par Francis Bayley veut que Jacques de Bailleul aurait vendu et donné la seigneurie de Eecke à son frère Antoine pour fuir les persécutions infligées aux protestants et qu'il se serait réfugié en Angleterre, de là ses descendants auraient perdu la particule « de » et Bailleul serait devenu Bayley. Mais il est plus probable que la famille Bayley descende de la famille de Bailleul-aux-Cornailles, en effet les armes des Bayley et celles des Bailleul-aux-Cornailles contiennent les mêmes meubles, de plus il n'existe aucune alliance connue entre les de Bailleul de Flandre et les de Bailleul-aux-Cornailles.

## Titres
- Baron de Doulieu
- Chevalier

## Offices
- Châtelain de Bailleul
- Châtelain d'Ypres
- Echevin et bourgmestre de Bruges
- Maréchal de Flandre
- Huissier de Flandre
- Bailli de Flandre
- Chambellan et conseiller du duc de Bourgogne
- Chambellan et conseiller de l'archiduc Maximilien
- Capitaine et bailli de la ville et du château de Nieuport
- Gardien et contremaître de la ville de Bornheem et de toutes les terres de Termonde jusqu'à Rupelmonde
- Grand bailli de Gand
- Bailli d'Alost
- Garennier des dunes de l'Ouest de Flandre
- Consul Franconatum de Bruges
- Chef de la guilde des archers de Saint-Sébastien de la ville de Bailleul

## Châtelain de Bailleul

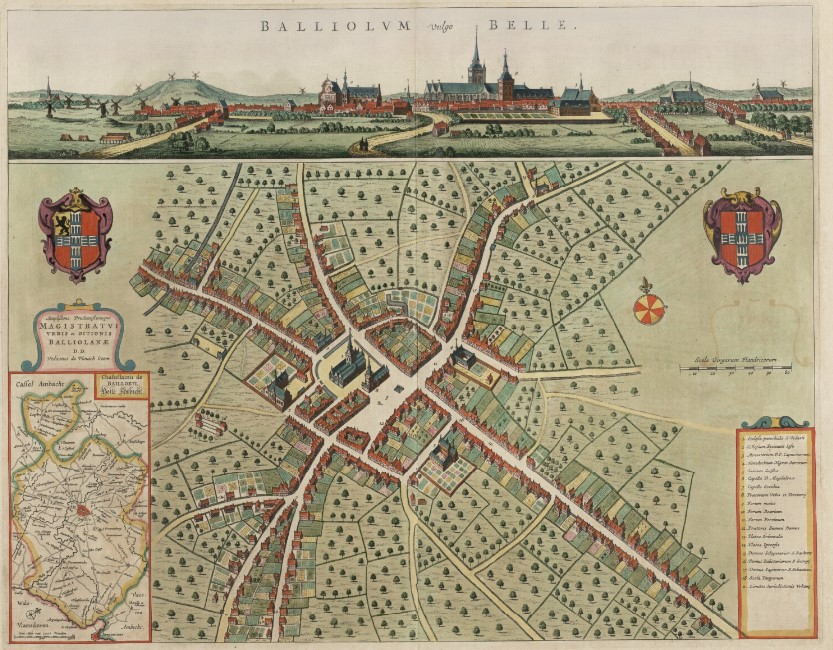
Châtellenie de Bailleul

La famille de Bailleul premier châtelain de la ville de Bailleul.
Dans le principe, Bailleul eut pour seigneurs les premiers comtes de Flandre, puis, lors de l'organisation des chàtellenies, ses châtelains prirent le nom du chef-lieu de leur juridiction. Arnoul de Gramines (960-1020) fut le premier châtelain de Bailleul et à en prendre le nom.
La famille de Bailleul a participé au développement de la ville de Bailleul en favorisant le commerce du drap. On doit notamment le beffroi et le droit de posséder une cloche à Baudouin III de Bailleul.
La châtellenie de Bailleul passera à la famille d'Aubigny par mariage après que Baudouin IV de Bailleul châtelain de Bailleul, châtelain d'Ypres et dernier représentant de la branche ainée meure sans postérité en 1192 lors de la troisième croisade. La ville de Bailleul gardera jusqu'à aujourd'hui les armes de ses premiers châtelains.

## Maréchal de Flandres

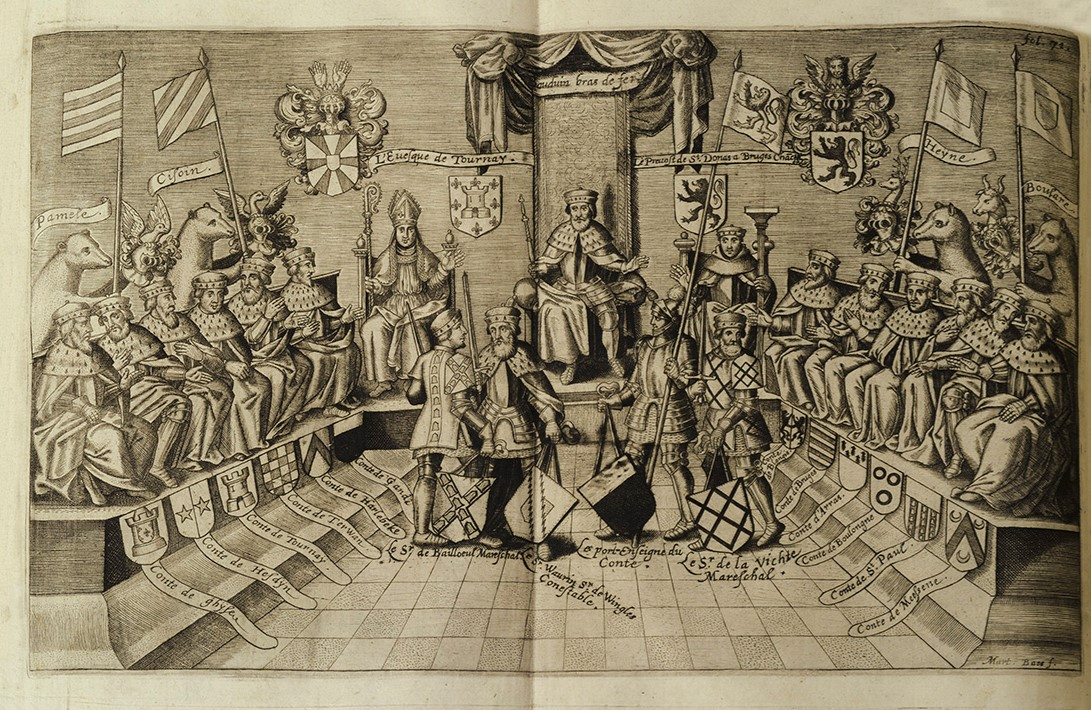
Cour du comte de Flandre

La famille de Bailleul a longtemps occupé la fonction de maréchal de Flandre. Cette fonction, sous l’autorité du connétable, consistait dans la surveillance de tout ce qui concernait le service de l’écurie du comte de Flandre et rangeait le titulaire au nombre des officiers de sa cour, mais il ne prenait pas rang parmi les grands officiers. Des auteurs comparent cette fonction à celle de maréchal de Brabant qui avait pour charge les munitions et la discipline militaire du comté de Flandre, mais ce n’était pas une place aussi importante, car le maréchal de Flandre dépendait du connétable.
Il semblerait que le maréchal de Flandre ne fut pas chargé du commandement des armées du comte. Néanmoins la famille de Bailleul commanda des troupes à plusieurs reprises :
- Baudouin III de Bailleul était le chef de la garde rapprochée du Comte Philippe d'Alsace[21].
- Henri conduit les gens d'armes de Bailleul lors de la bataille de Bouvines en 1214. Il est mentionné comme chevalier banneret[22].
- Pierre II de Bailleul dans un mandement de Louis, Comte de Flandre datant du 15 juin 1382 est dit que Louis Comte de Flandre ordonne au bailli d'Arras de se trouver à Douai le vendredi suivant avec 25 sergents et autres officiers à cheval et armés, pour y rejoindre Pierre de Bailleul qui leur donnera ses ordres. Plus tard en 1385 Pierre II de Bailleul était également par ordre du Duc de Bourgogne à la tête de gens d'armes lors d'une bataille près de Gand où il fut tué.
- Jean IV de Bailleul est signalé avec le duc de Bourgogne le 23 septembre 1408 lors de la bataille d'Othée, il mène des hommes lors de cette bataille. Jean IV de Bailleul était capitaine de la ville et du château de Nieuport ; il était de ce fait à la tête des gens d'armes de Nieuport. Il combat et meurt du côté français à Azincourt en 1415.

## Armes
| Image | Armes de la Famille de Bailleul |
| ----- | --- |
|       | De gueules à la croix de vair. Branche aîné Arme de la famille de Bailleul châtelain de Bailleul. |
|       | De gueules au sautoir de vair. Branche cadette des Barons de Doulieu et celle des seigneurs d'Eecke Arme de la famille de Bailleul Baron de Doulieu et des seigneurs d'Eecke. |
|       | De gueules au sautoir de vair. Branche cadette des Barons de Doulieu et celle des seigneurs d'Eecke. Arme des branches cadettes de la famille de Bailleul à partir du 16e siècle. |
|       | De gueules au sautoir de vair, charger en cœur d'un écu d'or au lion rampent sable lampassé de gueule brisé d'une billet d'argent. Branche cadette Baron de Doulieu Arme personnelle de Josse de Bailleul issu de l’alliance avec la famille de Flandre, descendant des Comtes de Flandre de la maison de Dampierre. |

## Cri
Bailleul, Bailleul !
À jamais Bailleul

## Personnalités
- Baudouin Ier de Bailleul, châtelain de Bailleul et d'Ypres. Chevalier croisé lors de la première croisade en 1095
- Sohier I de Bailleul, baron de Doulieu, chevalier, maréchal de Flandre et bailli de Gand. Il participe à la bataille de Courtrai en 1302 avec son fils aîné Jean II de Bailleul. Il est très estimé et apprécié de la Comtesse Mahaut d'Artois et du comte de Flandre Gui de Dampierre.
- Jean III de Bailleul, baron de Doulieu, chevalier, maréchal de Flandre et seigneur de Blancques. Il participe à la bataille de Cassel en 1328. Après la victoire, le roi de France Philippe VI place Jean III de Bailleul comme gouverneur dans la ville d'Ypres pour qu'il commande en son nom.
- Pierre II de Bailleul, baron de Doulieu, chevalier et maréchal de Flandre. Il était proche de Louis II de Flandre comte de Flandre. Il meurt lors d'une bataille près de Gand, Froissard dit "Le seigneur Pierre de Bailleul sur place fit preuve du plus grand courage".
- Jean IV de Bailleul, baron de Doulieu, chevalier, maréchal de Flandre, chambellan de Jean sans peur, seigneur d'Oudenem et capitaine de la ville et du château de Nieuport. Il combat à la bataille d'Othée et il fait partie des chevaliers français mort à la bataille d'Azincourt[23].

## Châteaux
- Château de Bailleul, Château de Doulieu, Château de Steenvoorde, Château de Lidekerke

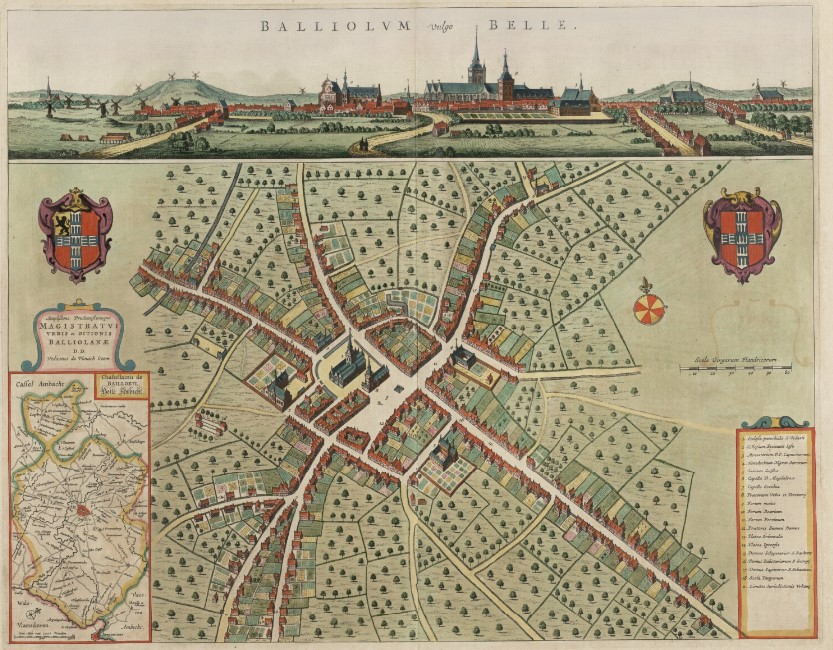
Château de Bailleul
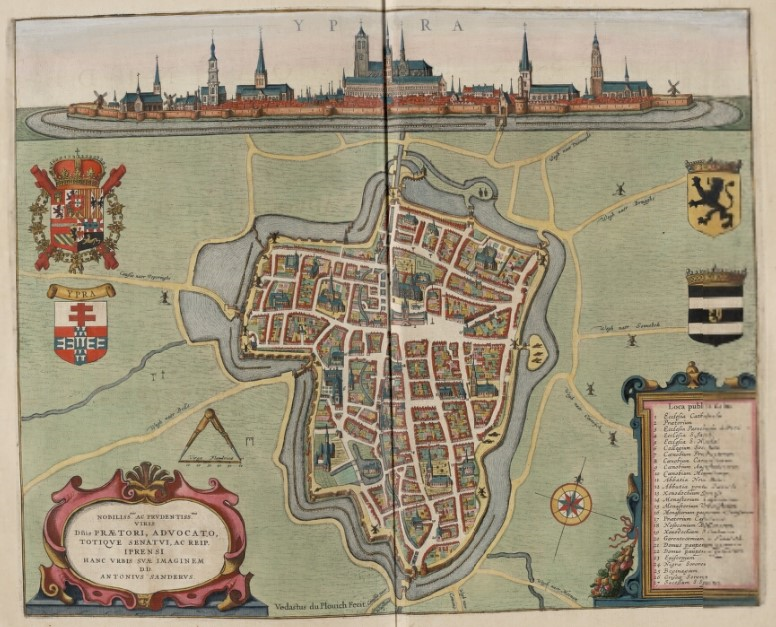
Château d'Ypres
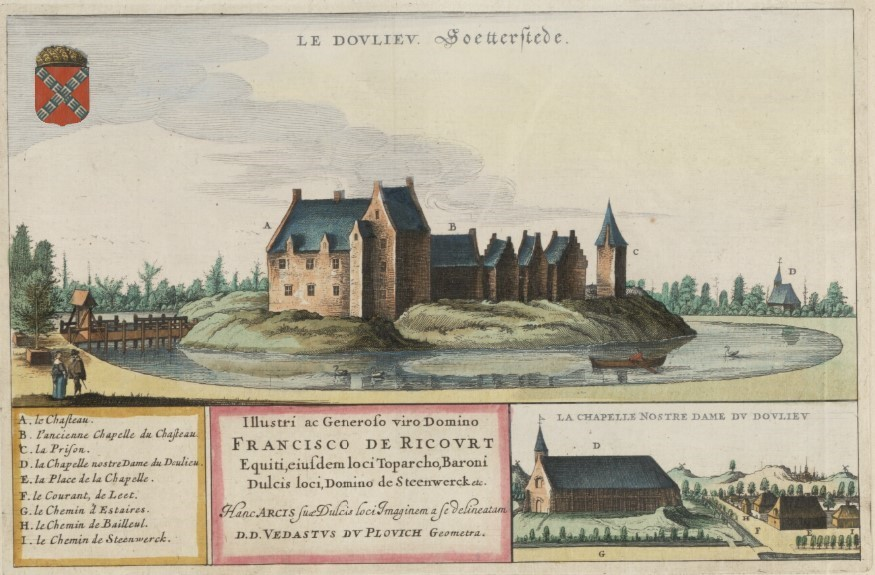
Château de Doulieu
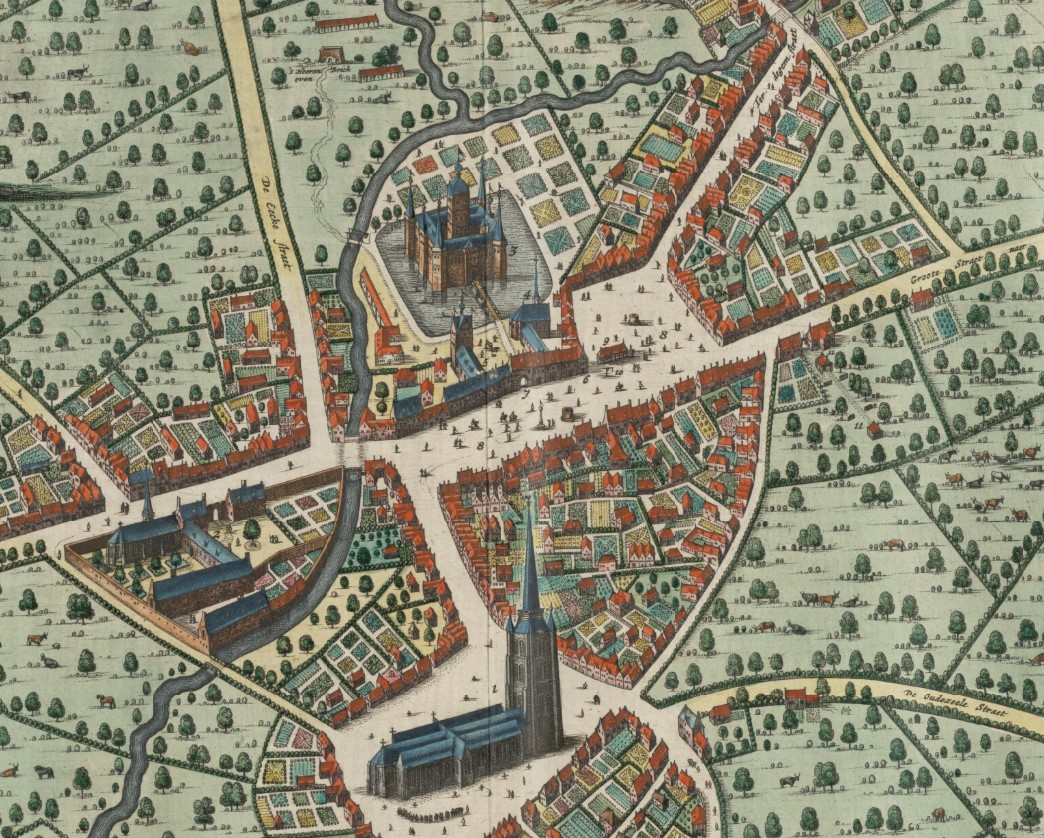
Château de Steenvoorde
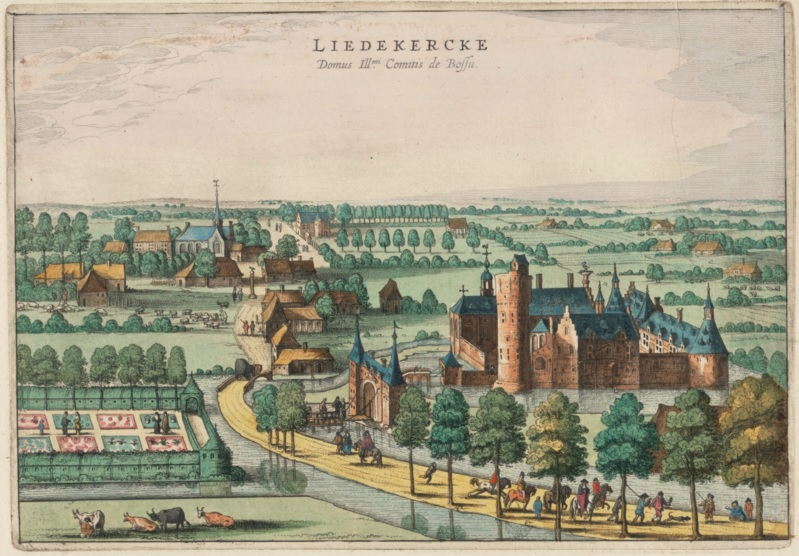
Château de Lidekerke

## Seigneuries
Branche aînée : seigneurie de Bailleul
Branche des seigneurs de Doulieu : seigneurie de Doulieu, seigneurie de Lidekerke, seigneurie de Oudenem, seigneurie de Borre, seigneurie de Dampierre, seigneurie de Robertmez, seigneurie de Bavinchove, seigneurie de Tourlande, seigneurie de Blancques, seigneurie de Nieppe, seigneurie de Steenwerck etc.
Branche des seigneurs de Eecke : seigneurie de Schoonewalle, seigneurie de Eecke, seigneurie de Steenvoorde etc.

## Sceaux

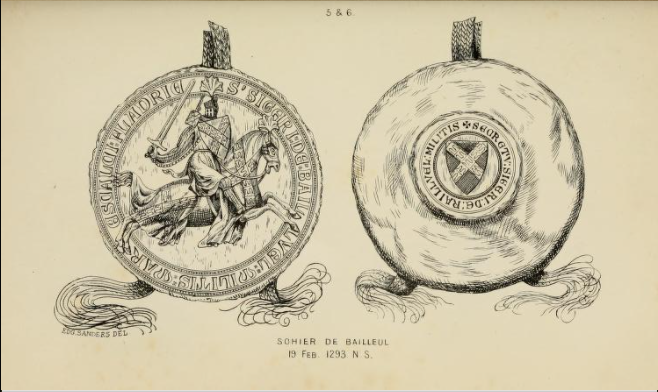
Sohier I de Bailleul sceaux
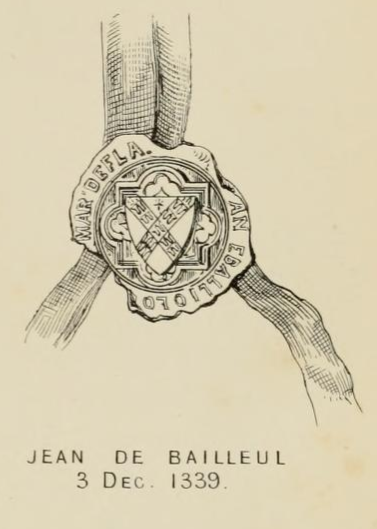
Sceau Jean II de Bailleul
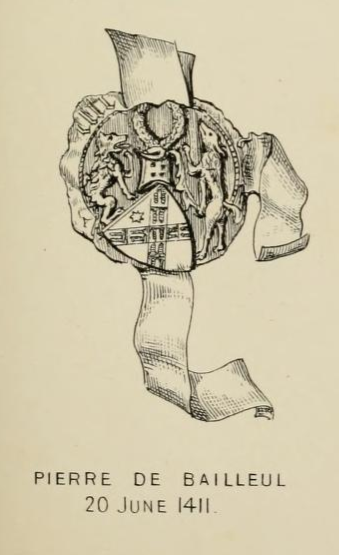
Sceau Pierre III de Bailleul
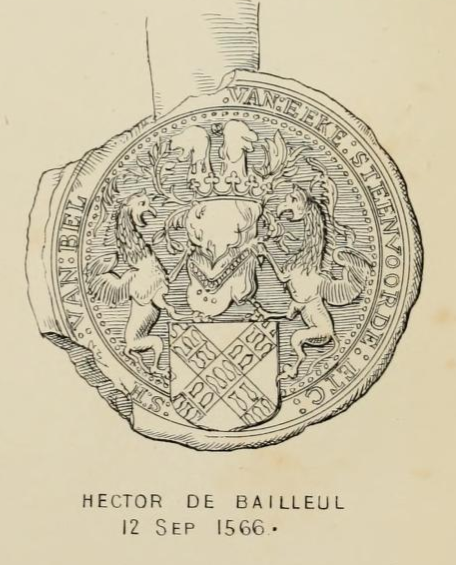
Hector de Bailleul